# Eloy Azorín
Eloy José Arenas Azorín (Madrid, 19 de febrer de 1977) és un actor espanyol de cinema, teatre i televisió. Va debutar al cinema el 1996 amb Como un relámpago, i ha treballat amb directors com Pedro Almodóvar, Vicente Aranda i Jaime Chávarri. La seva filmografia inclou títols com Todo sobre mi madre, Juana la Loca, Besos para todos, Guerreros i Todas las canciones hablan de mí. En televisió ha participat en sèries com Hospital Central, Aída i Gran Hotel, on va interpretar Javier Alarcón. Ha estat guardonat amb premis com el de millor actor al Festival de Comèdia de Peníscola i l’EFP Shooting Star al Festival de Berlín.

## Filmografia

### Cinema
- Como un relámpago (1996)
- Atómica (1998)
- Todo sobre mi madre (1999)
- La luz que me ilumina (1999, curtmetratge)
- Aunque tú no lo sepas (2000)
- Besos para todos (2000)
- Jardines deshabitados (2000, curtmetratge)
- Juana la Loca (2001)
- Cuba (2002)
- Guerreros (2002)
- El año del diluvio (2004)
- A + (Amas) (2004)
- Niño vudú (2004,curtmetratge)
- Camarón (2005)
- Sofía (2005,curtmetratge)
- Skizo (2006)
- Los Borgia (2006)
- Babies for Gina (2008, curtmetratge)
- Santiago de sangre (2008, curtmetratge)
- No em demanis que et faci un petó perquè te'l faré (2008)
- Parenthesis (2009, curtmetratge)
- Ida y vuelta (2010, curtmetratge)
- Todas las canciones hablan de mí (2010)
- Pancho, el perro millonario (2014)

### Televisió
- La vida en el aire (1998)
- Hermanas (1998)
- Ausias March (2003)
- Arroz y tartana(2003)
- Hospital Central (2004)
- Guante blanco (2008)
- Aída (2010-2012)
- Gran Hotel (2011-2013)
- Águila Roja (2013)
- Inquilinos (2013)
- Sin identidad (2014-2015)

## Premis
| Any  | Premi                                                       | Categoria                | Títol            | Resultat  |
| ---- | ----------------------------------------------------------- | ------------------------ | ---------------- | --------- |
| 2001 | Festival de Internacional de Cinema de Comedia de Peñíscola | Millor actor             | Besos para todos | Guanyador |
| 2001 | Festival Internacional de Cinema de Berlín                  | EFP Shooting Star        |                  | Guanyador |
| 2002 | Premis ACE                                                  | Millor actriu secundària | Juana la Loca    | Guanyador |